# Кабисашвили, Тимур Георгиевич
Тимур Георгиевич Кабисашвили (груз. თემურ კაბისაშვილი; 13 сентября 1967) — советский и грузинский футболист. Игрок  сборной Грузии.

## Клубная карьера
Профессиональную карьеру начинал в 1985 году в клубе Второй союзной лиги «Локомотив» из Тбилиси. С 1986 по 1987 годы играл в дублирующей команде тбилисского «Динамо». В 1988 году перешёл в «Гурии» в Первой союзной лиге, где играл до 1991 года. С 1992 по 1993 годы выступал за «Анци». С 1996 по 1999 годы играл за владикавказский «Иристон». Профессиональную карьеру завершил в 2000 году в барнаульском «Динамо».

## Международная карьера
22 декабря 1992 года провёл свой единственный матч за сборную Грузии в выездном товарищеском матче против Кипра, выйдя на замену вместо Кахабера Цхададзе.